# 24. Turniej Czterech Skoczni
24. Turniej Czterech Skoczni rozgrywany był od 30 grudnia 1975 do 6 stycznia 1976.
Turniej wygrał  Jochen Danneberg.

## Oberstdorf
Data: 30 grudnia 1975

Państwo:  RFN

Skocznia: Schattenbergschanze

### Wyniki konkursu
| Poz. | Imię i nazwisko       | Narodowość | Punkty |
| ---- | --------------------- | ---------- | ------ |
| 1.   | Toni Innauer          | Austria    | 255,2  |
| 2.   | Jochen Danneberg      | NRD        | 249,8  |
| 3.   | Reinhold Bachler      | Austria    | 247,1  |
| 4.   | Hans-Georg Aschenbach | NRD        | 242,8  |
| 5.   | Stanisław Bobak       | Polska     | 239,2  |
| 6.   | Rudi Wanner           | Austria    | 239,0  |
| 7.   | Karl Schnabl          | Austria    | 238,2  |
| 8.   | Bernd Eckstein        | NRD        | 237,0  |
| 9.   | Walter Steiner        | Szwajcaria | 236,1  |
| 10.  | Sepp Schwinghammer    | RFN        | 229,8  |

## Garmisch-Partenkirchen
Data: 1 stycznia 1976

Państwo:  RFN

Skocznia: Große Olympiaschanze

### Wyniki konkursu
| Poz. | Imię i nazwisko       | Narodowość | Punkty |
| ---- | --------------------- | ---------- | ------ |
| 1.   | Toni Innauer          | Austria    | 231,3  |
| 2.   | Karl Schnabl          | Austria    | 229,6  |
| 3.   | Jochen Danneberg      | NRD        | 227,5  |
| 4.   | Reinhold Bachler      | Austria    | 214,7  |
| 5.   | Aleksiej Borowitin    | ZSRR       | 213,0  |
| 6.   | Ernst von Grüningen   | Szwajcaria | 212,9  |
| 7.   | Tadeusz Pawlusiak     | Polska     | 212,5  |
| 8.   | Hans-Georg Aschenbach | NRD        | 212,2  |
| 9.   | Dietmar Aschenbach    | NRD        | 208,6  |
| 10.  | Aleksandr Karapuzow   | ZSRR       | 207,7  |

## Innsbruck
Data: 4 stycznia 1976

Państwo:  Austria

Skocznia: Bergisel

### Wyniki konkursu
| Poz. | Imię i nazwisko    | Narodowość     | Punkty |
| ---- | ------------------ | -------------- | ------ |
| 1.   | Jochen Danneberg   | NRD            | 220,9  |
| 2.   | Karl Schnabl       | Austria        | 219,6  |
| 3.   | Reinhold Bachler   | Austria        | 217,7  |
| 4.   | Walter Steiner     | Szwajcaria     | 208,3  |
| 5.   | Rudi Wanner        | Austria        | 205,4  |
| 6.   | Rudolf Höhnl       | Czechosłowacja | 203,0  |
| 7.   | Hans Wallner       | Austria        | 198,1  |
| 8.   | Johan Sætre        | Norwegia       | 196,5  |
| 8.   | Walter Schwabl     | Austria        | 196,5  |
| 10.  | Sepp Schwinghammer | RFN            | 195,7  |

## Bischofshofen
Data: 6 stycznia 1976

Państwo:  Austria

Skocznia: Paul-Ausserleitner-Schanze

### Wyniki konkursu
| Poz. | Imię i nazwisko    | Narodowość     | Punkty |
| ---- | ------------------ | -------------- | ------ |
| 1.   | Toni Innauer       | Austria        | 236,2  |
| 2.   | Stanisław Bobak    | Polska         | 225,5  |
| 3.   | Johan Sætre        | Norwegia       | 225,0  |
| 4.   | Karl Schnabl       | Austria        | 223,5  |
| 5.   | Reinhold Bachler   | Austria        | 222,4  |
| 6.   | Jochen Danneberg   | NRD            | 222,0  |
| 7.   | Rudi Wanner        | Austria        | 218,0  |
| 8.   | Bernd Eckstein     | NRD            | 216,9  |
| 9.   | Rudolf Höhnl       | Czechosłowacja | 212,2  |
| 10.  | Aleksiej Borowitin | ZSRR           | 211,2  |

## Klasyfikacja generalna
| Poz. | Skoczek            | Kraj           | Punkty |
| ---- | ------------------ | -------------- | ------ |
| 1.   | Jochen Danneberg   | NRD            | 920,2  |
| 2.   | Karl Schnabl       | Austria        | 910,9  |
| 3.   | Reinhold Bachler   | Austria        | 901,9  |
| 4.   | Toni Innauer       | Austria        | 901,2  |
| 5.   | Rudi Wanner        | Austria        | 868,9  |
| 6.   | Stanisław Bobak    | Polska         | 851,4  |
| 7.   | Walter Steiner     | Szwajcaria     | 848,6  |
| 8.   | Rudolf Höhnl       | Czechosłowacja | 847,8  |
| 9.   | Bernd Eckstein     | NRD            | 834,8  |
| 10.  | Sepp Schwinghammer | RFN            | 831,6  |